# شقيقان (ألبوم موسيقي)
شقيقان (بالفرنسية:Deux frères) هو ثالث ألبوم موسيقي لثنائي الموسيقي بي إن إل الذي صدر في 5 أبريل 2019 عن شركة التسجيلات الموسيقية QLF.

## قائمة أغانِ الألبوم
| الترتيب               | عنوان الأغنية          | المدة |
| --------------------- | ---------------------- | ----- |
| 1                     | Au DD                  | 04:05 |
| 2                     | Autre Monde            | 04:40 |
| 3                     | Chang                  | 05:14 |
| 4                     | Blanka                 | 04:14 |
| 5                     | 91's                   | 03:53 |
| 6                     | À l'ammoniaque         | 05:16 |
| 7                     | Celsius                | 04:02 |
| 8                     | Deux Frères            | 04:07 |
| 9                     | Hasta la Vista         | 03:36 |
| 10                    | Cœurs                  | 05:58 |
| 11                    | Shenmue                | 04:09 |
| 12                    | Kuta Ubud              | 05:04 |
| 13                    | Menace                 | 03:08 |
| 14                    | Zoulou Tchaing         | 05:25 |
| 15                    | Déconnecté             | 05:17 |
| 16                    | La misère est si belle | 05:04 |
| المدة الإجمالية 73:00 |                        |       |

## الترشيحات والجوائز
| السنة | الجائزة                                 | التصنيف     | النتيجة |
| ----- | --------------------------------------- | ----------- | ------- |
| 2020  | Independent Music Companies Association | ألبوم السنة | رشح     |

## الشهادات
| البلد         | الشهادة                 | عدد المبيعات/الإستماع |
| ------------- | ----------------------- | --------------------- |
| بلجيكا (BRMA) | الأسطوانة الذهبية       | 10.000                |
| فرنسا (SNEP)  | X2 الأسطوانة البلاتينية | 1.000.000             |

## قائمة المراجع
1. ↑  Gaurand, Pierre (6 Apr 2020). "PNL célèbre les 1 an de l'album "Deux Frères" avec une vidéo de remerciements". Mouv' (بالفرنسية). Retrieved 2025-07-04.
2. ↑  "Deux frères by PNL". Genius (بالإنجليزية). Archived from the original on 2025-01-15. Retrieved 2025-07-04.
3. ↑  "22 nominees shortlisted for IMPALA's European Independent Album of the Year Award | Impala". www.impalamusic.org (بالإنجليزية). Archived from the original on 2020-06-07. Retrieved 2025-07-04.
4. ↑  "ultratop.be - ULTRATOP BELGIAN CHARTS". www.ultratop.be. مؤرشف من الأصل في 2025-04-09. اطلع عليه بتاريخ 2025-07-04.
5. ↑  "Les certifications". SNEP (بfr-FR). Archived from the original on 2025-06-28. Retrieved 2025-07-04.{{استشهاد ويب}}:  صيانة الاستشهاد: لغة غير مدعومة (link)

## وصلات خارجية
- شقيقان على موقع أول ميوزيك (الإنجليزية)
- شقيقان قاعدة بيانات ديسكوغز (الإنجليزية)
- شقيقان موسوعة ميوزيك برينز (MBRG).
- شقيقان على موقع جينيس (الإنجليزية)| ضبط استنادي | - موسوعة ميوزيك برينز (MBRG) |